# Anstaltsbahn Steinhof
| Anstaltsbahn Steinhof                                                                       | Anstaltsbahn Steinhof |
| ------------------------------------------------------------------------------------------- | --------------------- |
| Ein Zug der Anstaltsbahn Steinhof wird am zweigleisigen „Küchenbahnhof“ mit Speisen beladen |                       |
| Spurweite:                                                                                  | 600 mm (Schmalspur)   |
| Stromsystem:                                                                                | 550 V =               |
| Maximale Neigung:                                                                           | 100 ‰                 |
| Minimaler Radius:                                                                           | 8 m                   |
|                                                                                             |                       |

Die Anstaltsbahn Steinhof, auch Materialbahn Steinhof, Versorgungsbahn Steinhof oder scherzhaft Nudel-Express genannt, war eine elektrisch betriebene Feldbahn zum Transport von Speisen, Müll und Wäsche auf dem Gelände des heutigen Otto-Wagner-Spitals in der Stadt Wien.

## Geschichte
Die Bahn wurde von Anfang an zur Versorgung der einzelnen Pavillons der Heilanstalten geplant und entstand zum Teil aus einer beim Bau der Heilanstalt angelegten Feldbahn. Sie nahm am 13. Jänner 1908 den Probebetrieb auf, nach der Kollaudierung erfolgte am 6. März 1908 die offizielle Eröffnung des Betriebes. Zu Anfangs waren drei Motorführer, drei Bremser und ein Gleisarbeiter für die geschätzten 20 täglichen Zugfahrten angestellt. Im Laufe ihres fast 60-jährigen Bestehens wurde die Bahn lediglich mehrmals erweitert, einige ihrer Transportaufgaben verlor sie jedoch mit der Zeit. 1963 (Bereich Sanatorium Baumgartner Höhe) bzw. 1964 wurde der Betrieb der Anstaltsbahn eingestellt und die bis zuletzt verbliebene Ausfuhr der Speisen auf ein anderes System umgestellt. Strecken und Oberleitung wurden in der Folge abgebaut und die meisten Fahrzeuge verschrottet.

## Betrieb und Technik

### Strecke und Ausstattung

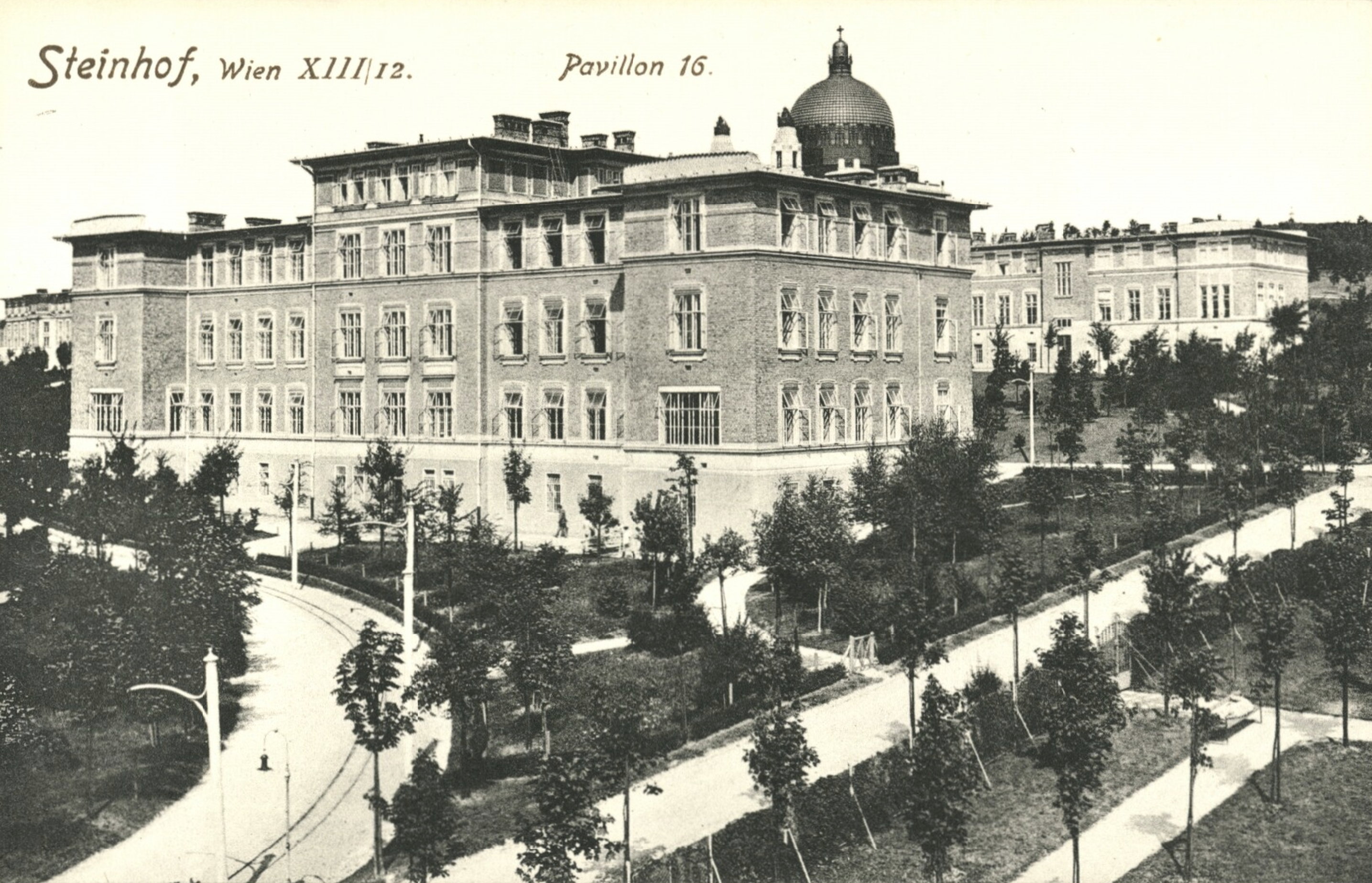
Links im Bild die Trasse der Anstaltsbahn vor dem Pavillon 16 mit den typischen Oberleitungsmasten

Das mehrere Schleifen und Rundkurse umfassende Gleisnetz besaß zu Anfangs eine Gleislänge von 6.177 m, welche bereits 1909 auf 7.164 Meter erweitert wurde. Gegen Ende der 1950er Jahre betrug die Streckenlänge ungefähr 9.600 m und verband jeden Pavillon der Heilanstalten „Am Steinhof“ und „Baumgartner Höhe“ mit den Küchen und der Wäscherei.

Gleis- und Streckenplan der Anstaltsbahn der Heilanstalten Steinhof und Baumgartner Höhe in Wien

Mit der Bahn wurden im Gegensatz zur ähnlichen Anlage in Lainz nicht nur Speisen, sondern auch Milchkannen, Wäsche, Baumaterialien und Müll befördert. Die Küche der Heilanstalt „Am Steinhof“ besaß einen eigenen „Küchenbahnhof“ mit zwei durchgängigen und überdachten Ladegleisen (sowie ein Umgehungsgleis). Die Küche der „Baumgartner Höhe“ dagegen nur eines und die gemeinsame Wäscherei sogar drei Gleise. Einzelne Zufahrten in der Art von kurzen Stichgleisen wie in Lainz gab es in Steinhof nicht, die Gleise führten vielmehr unmittelbar an den Pavillons vorbei und wurden vor Ort be- und entladen.

Luftbild von 1932, rechts der Mittelachse sind auf den Wegen die Strecken der Materialbahn erkennbar

Die Spurweite betrug 600 Millimeter, der minimale Gleisradius acht Meter und die größte Steigung auf einem kurzen Streckenstück 100 Promille. Der Oberbau bestand aus teilweise im Niveau der Gehwege verlegten, sieben Meter langen Vignolschienen mit einem Metergewicht von 10 Kilogramm, welche auf Holzschwellen und Stahlschwellen montiert waren. Der Achsdruck betrug maximal 3300 kg. Als eine Besonderheit für Feldbahnen wurde diese Bahn über eine Oberleitung mit 550 V Gleichspannung aus dem Straßenbahnnetz der Stadt Wien (Linie 47) betrieben. Seit 1955 kam eine Gleichrichteranlage von ELIN mit Umschaltmöglichkeit zum Straßenbahn-Stromnetz zum Einsatz. Die Oberleitung entsprach derjenigen der Wiener Straßenbahn und wurde teilweise von den für Straßenbahnen typischen Masten mit geschwungenen Auslegern getragen, aber auch an Masten und Wandrosetten mittels Drähten abgespannt.

### Fahrzeuge

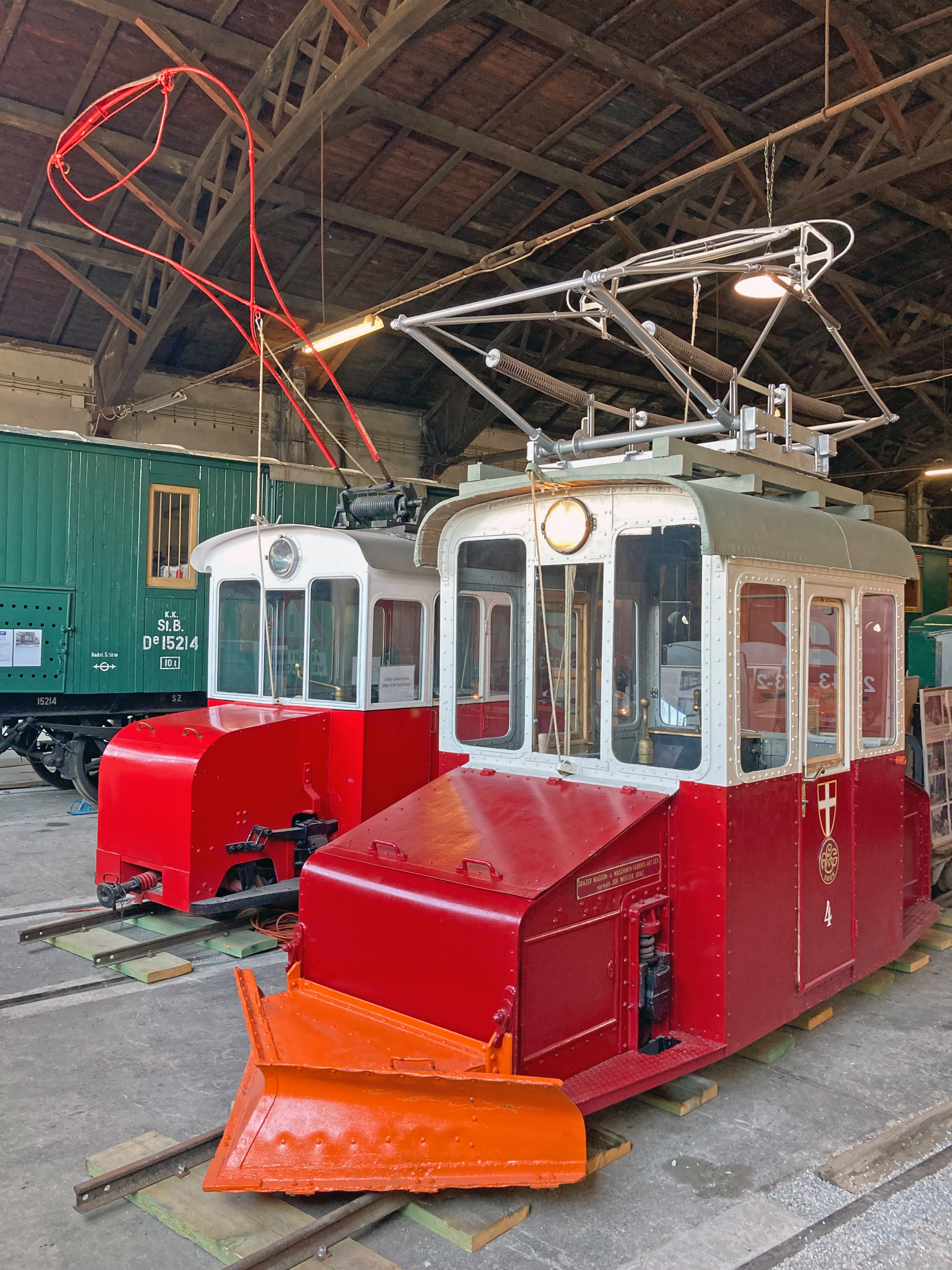
Lok 4 und Lok 1 ausgestellt in Schwechat (2023)

Im Jahre 1907 lieferten die Österreichischen Siemens-Schuckert Werke (elektrische Ausrüstung) und die Maschinenfabrik Carl Goldeband (mechanischer Teil) drei kleine zweiachsige Feldbahnlokomotiven mit geschlossenem Führerhaus. Die Maschinen waren mit je zwei Gleichstrommotoren mit einer Leistung von 10 PS (7 kW) bei 630/min ausgerüstet. Der Achsstand betrug 2000 mm und der Treibraddurchmesser 750 mm. Gesteuert wurde über einen herkömmlichen Fahrschalter ÖSSW Type RSP 104 mit sieben Fahr- und sechs Bremsstufen sowie einer Handbremse. Weiters gab es eine fußbediente Signalglocke und einen Sandstreuer. Markant war der Straßenbahnen übliche (gekürzte) Lyrabügel, der auf den kleinen Loks etwas überdimensional wirkte. Die ursprünglich zartgrün gestrichenen Lokomotiven erhielten später das weiß-rote Lackierungsschema der Wiener Straßenbahn.
1910 wurde eine vierte Lokomotive bei der Grazer Waggonfabrik und der AEG-Union beschafft, diese unterschied sich im Aussehen leicht von ihren älteren Schwestern. Während Achsstand und Treibraddurchmesser gleich blieben, hatte diese vierte Lok zwei je 15 PS (11 kW) starke Motoren. Sie erhielt als einzige Lok im Jahr 1958 einen Scherenstromabnehmer. 
Im Jahr 1941 wurde schließlich noch eine fünfte Lokomotive bei der AEG-Union in Berlin angeschafft, diese wies jedoch ein gänzlich anderes Aussehen als die anderen Fahrzeuge auf und besaß zwei je 16 PS (12 PS) starke Motoren. Der Achsstand betrug 1.200 mm. Diese Lok besaß einen höher liegenden Führerstand und war aufgrund dessen beim Personal wenig beliebt.
Zum Transport dienten zweiachsige Plattformwagen mit einer Ladefläche von 900 × 1500 mm und einem Achsstand von 600 mm. Diese waren mit einer Handspindelbremse ausgerüstet, der jeweils letzte Wagen eines Zuges wurde gebremst. Hergestellt wurden die Waggons von den Firmen Reppen & Zellmann sowie Franz Thier in Wien.
Weiters waren noch ein Schneepflug, ein Turmwagen sowie eine Kipplore vorhanden.

### Betrieb
Die Züge verkehrten mehrmals am Tag zu festgelegten Zeiten (Essensausgabe) und nach Bedarf. Eine Lok durfte maximal sieben Waggons ziehen, von denen der hinterste mit einem Bremser besetzt war. Die Höchstgeschwindigkeit betrug 9 km/h.

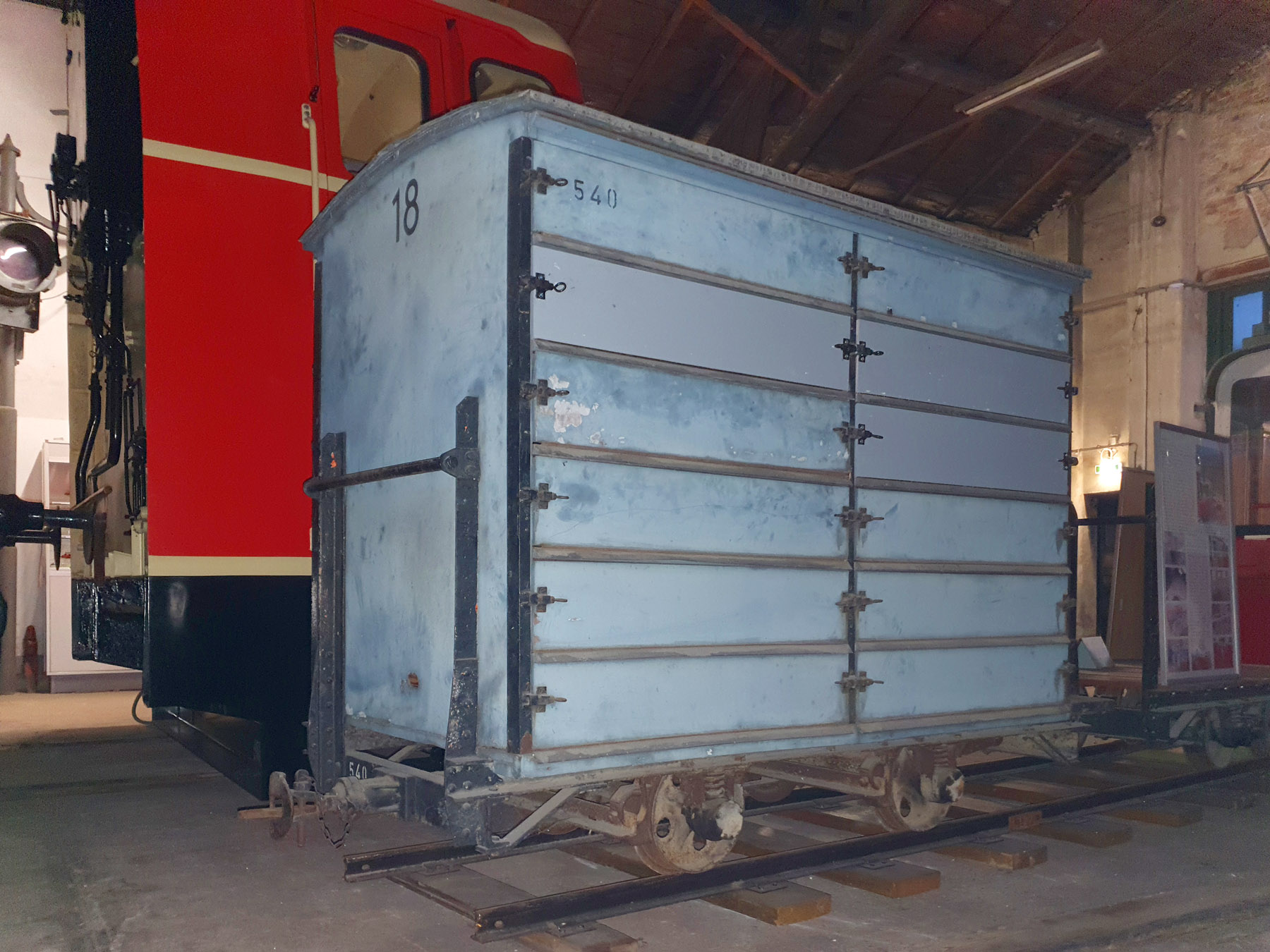
"Mehlspeiswagen" 18 im EBM Schwechat (2023)

## Verbleib
Je eine Lokomotive ist in den Sammlungen des Technischen Museums Wien (Nr. 1, restauriert) und des Eisenbahnmuseums Schwechat (Nr. 4, restauriert) erhalten. Zwei Speisen- und einen Wäschewaggon besitzt das Feld- und Industriebahnmuseum Freiland (FIM), vier Waggons – darunter ein geschlossener „Mehlspeiswagen“ – sind im Eisenbahnmuseum Schwechat erhalten.
In der Saison 2023 widmete das Eisenbahnmuseum Schwechat der Anstaltsbahn eine Sonderausstellung, in welcher neben den beiden restaurierten Lokomotiven auch originale Waggons zu sehen gewesen sind. Parallel dazu erschien eine Broschüre über die Bahn.